# Besandten
Besandten ist ein bewohnter Gemeindeteil der Gemeinde Lenzerwische des Amtes Lenzen-Elbtalaue im Landkreis Prignitz in Brandenburg.

## Geografie
Der Ort liegt sechs Kilometer nordwestlich von Wootz, dem Sitz der Gemeinde Lenzerwische und 13 Kilometer westnordwestlich von Lenzen (Elbe), dem Sitz des Amtes Lenzen-Elbtalaue.
Nachbarorte sind Ausbau und Klein Schmölen im Norden, Groß Schmölen, Polz und Breetz im Nordosten, Unbesandten im Südosten, Grippel im Süden, sowie Langendorf und Baarz im Nordwesten.

## Geschichte
Um 1800 gehörte der Ort zum Lenzenschen Kreis in der Provinz Prignitz; ein Teil der Kurmark der Mark Brandenburg. In einer Beschreibung der Mark Brandenburg aus dem Jahr 1804 wird das 5¼ Hufen große Dorf „Besandte“ mit insgesamt 103 Einwohnern angegeben und als Besitzer wird der Deichhauptmann von Jagow zu Rühstedt genannt. In dem zur Lenzerwische und damit damals zu Kietz gehörenden Dorf, waren hier seinerzeit ein Ganzbauer, zwei Büdner, drei Kossaten, fünf Einlieger und sieben Halbbauern ansässig. Darüber hinaus waren 13 Feuerstellen vorhanden, die Bewohner waren nach Kiez in der Inspektion Lenzen eingepfarrt und der Adressort war ebenso Lenzen.
Am 1. Juli 1950 wurde die bis dahin eigenständige Gemeinde Gaarz eingegliedert.
Seit dem 26. Oktober 2003 ist Besandten ein bewohnter Gemeindeteil der Gemeinde Lenzerwische.